# Comunitat Econòmica dels Estats de l'Àfrica Occidental
La Comunitat Econòmica dels Estats d'Àfrica Occidental (en francès: Communauté Économique des États de l'Afrique de l'Ouest, Cédéao; en portugués: Comunidade Económica dos Estados da África Ocidental, Cedeao; en anglès: Economic Community of West African States, ECOWAS) és una organització internacional de quinze països que promou la cooperació i la integració amb l'objectiu de crear una unió econòmica i monetària entre els països de l'Àfrica Occidental. En conjunt, aquests països comprenen una àrea de 5.114.162 km² i el 2019 tenien una població estimada de més de 387 milions.
Es va fundar el 28 de maig del 1975, té en l'actualitat 15 països membres i la seva seu és a Lagos (Nigèria). Es considera bloc regional de la Comunitat Econòmica Africana i el seu objectiu declarat és aconseguir «l'autosuficiència col·lectiva» dels seus estats membres mitjançant la creació d'un únic gran bloc comercial mitjançant la construcció d'un entorn econòmic.
A banda dels objectius esmentats anteriorment de promoure una unió econòmica i monetària en l'Àfrica Occidental, l'ECOWAS també està molt interessada en el manteniment de la pau a la zona, ja que és una condició indispensable per aquesta unió.

## Història
L'ECOWAS es va formar inicialment a partir de les antigues colònies franceses, britàniques i portugueses de la regió, i la Libèria independent, després de la independència postcolonial a tota la regió (especialment a les dècades del 1960 i 1970). Es va formar per proporcionar cooperació econòmica regional, però des de llavors ha evolucionat per incloure també la cooperació política i militar.
La unió es va establir el 28 de maig de 1975, amb la signatura del Tractat de Lagos, amb la seva missió declarada de promoure la integració econòmica a tota la regió. Es va acordar i signar una versió revisada del tractat el 24 de juliol de 1993 a Cotonou. Considerat un dels blocs regionals pilars de la Comunitat Econòmica Africana (AEC) a tot el continent, l'objectiu declarat de la CEDEAO és aconseguir «l'autosuficiència col·lectiva» dels seus estats membres mitjançant la creació d'un únic gran bloc comercial mitjançant la construcció d'un entorn econòmic favorable.
La CEDEAO també serveix com a força de manteniment de la pau a la regió, amb els estats membres que de tant en tant envien forces militars conjuntes per intervenir als països membres del bloc en moments d'inestabilitat política i disturbis. En els últims anys, aquestes van incloure intervencions a Costa d'Ivori el 2003, Libèria el 2003, Guinea Bissau el 2012, Mali el 2013 i Gàmbia el 2017.
El 2011, la CEDEAO va adoptar el seu pla de desenvolupament per a la dècada del 2020, Visió 2020, i, per acompanyar-lo, una Política de Ciència i Tecnologia (ECOPOST). No obstant això, ha tingut problemes per assolir els objectius marcats a la política.
Cobrint una regió coneguda pels seus freqüents cops d'estat, des de la dècada de 1990 ha intentat defensar el canvi de la regió cap a la democràcia contra els atacs autoritaris. Segons la BBC, des del 1990, el 78% dels 27 cops d'estat a l'Àfrica subsahariana han tingut lloc a les antigues colònies franceses. Això ha fet que alguns es qüestionin si la influència francesa a l'Àfrica té un impacte desestabilitzador. Els governs de transició de Mali i Burkina Faso van cancel·lar els acords militars que permeten que les tropes franceses operen al seu territori i, en el cas de Mali, van eliminar el francès com a llengua oficial. No obstant això, el grup ha estat citat per respostes lleus i ineficaces a principis de la dècada de 2020, quan tres països membres van experimentar cops d'estat militars: dos a Mali, un a Guinea i dos a Burkina Faso. Quan un quart membre, Níger, va experimentar un cop d'estat el juliol de 2023, la CEDEAO va expressar la seva condemna i va plantejar la possibilitat d'una acció militar si el president deposat no era reintegrat el 7 d'agost de 2023. A causa de la negativa de l'exèrcit nigerià a restaurar el domini civil, la CEDEAO va activar la seva força de reserva integrada per tots els altres membres excepte Mali, Burkina Faso, Guinea i Cap Verd.
Níger, Mali i Burkina Faso anuncien que abandonen l'organització el 28 de gener de 2024, un esdeveniment sense precedents des de la creació de la CEDEAO, al·legant en particular la manca d'ajuda de l'organització davant el terrorisme i l'acusen d'estar sota el influència de les potències estrangeres..

## Estructura
La CEDEAO consta de dues institucions operatives per implementar polítiques: la Comissió de la CEDEAO i el Banc d'Inversions i Desenvolupament de la CEDEAO (EBID), abans conegut com a Fons de Cooperació, fins que va ser rebatejat el 2001.
A més, la CEDEAO inclou les institucions següents: Comissió de la CEDEAO, Tribunal de Justícia de la Comunitat, Parlament comunitari, Banc d'Inversions i Desenvolupament de la CEDEAO (EBID), Organització de la Salut de l'Àfrica Occidental (WAHO), i el Grup d'Acció Intergovernamental contra el Blanqueig de Capitals i el Finançament del Terrorisme a l'Àfrica Occidental (GIABA).
La CEDEAO inclou dos blocs subregionals:
- La Unió Econòmica i Monetària de l'Àfrica Occidental (també coneguda per les seves sigles en francès UEMOA) és una organització de vuit estats, principalment francòfons, dins de la CEDEAO que comparteixen una unió duanera i una unió monetària.[26] Establert el 1994 i destinat a contrapesar el domini de les economies de parla anglesa al bloc (com Nigèria i Ghana), els membres de la UEMOA són majoritàriament antics territoris de l'Àfrica occidental francesa. La moneda que utilitzen tots és el franc CFA, que està vinculat a l'euro.[26]
- La Zona Monetària de l'Àfrica Occidental (WAMZ), establerta l'any 2000, comprèn sis països principalment de parla anglesa dins de la CEDEAO que planegen treballar per adoptar la seva pròpia moneda comuna, l'eco.[26]

La CEDEAO opera en tres idiomes cooficials: francès, anglès i portuguès.

## Membres

Països membres
Membres suspesos

### Actuals
- Benín (1975)
- Burkina Faso (1975, actualment suspès)
- Cap Verd (ingressà el 1976)
- Costa d'Ivori (1975)
- Gàmbia (1975)
- Ghana (1975)
- Guinea (1975, actualment suspès)
- Guinea Bissau (1975)
- Libèria (1975)
- Mali (1975, actualment suspès)
- Níger (1975, actualment suspès)
- Nigèria (1975)
- Senegal (1975)
- Sierra Leone (1975)
- Togo (1975)

### Anteriors
- Mauritània (1975; es retirà de l'organització el 2002)

## Secretaris Executius
- Aboubakar Diaby Ouattara (Costa d'Ivori) Gener 1977 - 1985
- Momodu Munu (Sierra Leone) 1985 - 1989
- Abass Bundu (Sierra Leone) 1989 - 1993
- Edouard Benjamin (Guinea) 1993 - 1997
- Lansana Kouyate (Nigèria) Setembre 1997 - 31 de gener 2002
- Mohamed Ibn Chambas (Ghana) 1 de febrer 2002 - 31 de desembre 2006 i 1 de gener 2007 - 18 de febrer 2010
- James Victor Gbeho (Ghana) 18 de febrer 2010 - 1 de març 2012
- Kadré Désiré Ouedraogo (Burkina Faso) 1 de març 2012 - 4 de juny 2016
- Marcel Alain de Souza (Benín) 4 de juny 2016 - 1 de març 2018
- Jean-Claude Brou (Costa d'Ivori) 1 de març 2018 - 3 de juliol 2022
- Omar Touray (Gàmbia) 3 de juliol 2022

## Presidents
- Gnassingbé Eyadéma (Togo) 1977 – 1978
- Olusegun Obasanjo (Nigèria) 1978 – 1979
- Léopold Sédar Senghor (Senegal) 1979 – 1980
- Gnassingbé Eyadéma (Togo) 1980 – 1981
- Siaka Stevens (Sierra Leone) 1981 – 1982
- Mathieu Kérékou (Benín) 1982 – 1983
- Ahmed Sékou Touré (República de Guinea) 1983 – 1984
- Lansana Conté (Guinea) 1984 – 1985
- Muhammadu Buhari (Nigèria) 1985 – 27 d'agost 1985
- Ibrahim Babangida (Nigèria) 27 d'agost 1985 – 1989
- Dawda Jawara (Gàmbia) 1989 – 1990
- Blaise Compaoré (Burkina Faso) 1990 – 1991
- Dawda Jawara (Gàmbia) 1991 – 1992
- Abdou Diouf (Senegal) 1992 – 1993
- Nicéphore Soglo (Benín) 1993 – 1994
- Jerry John Rawlings (Ghana) 1994 – 27 de juliol 1996
- Sani Abacha (Nigèria) 27 de juliol 1996 – 8 de juny 1998
- Abdulsalami Abubakar (Nigèria) 9 de juny 1998 – 1999
- Gnassingbé Eyadéma (Togo) 1999
- Alpha Oumar Konaré (Mali) 1999 – 21 de desembre 2001
- Abdoulaye Wade (Senegal) 21 de desembre 2001 – 31 de gener 2003
- John Agyekum Kufuor (Ghana) 31 de gener 2003 – 19 de gener 2005
- Mamadou Tandja (Níger) 19 de gener 2005 – 19 de gener 2007
- Blaise Compaoré (Burkina Faso) 19 de gener 2007 – 19 de desembre 2008
- Umaru Musa Yar'Adua (Nigèria) 19 de desembre 2008 – 18 de febrer 2010
- Goodluck Jonathan (Nigèria) 18 de febrer 2010 – 17 de febrer 2012
- Alassane Ouattara (Costa d'Ivori) 17 de febrer 2012 – 17 de febrer 2013
- John Mahama (Ghana) 17 de febrer 2013 – 19 de maig 2015
- Macky Sall (Senegal) 19 de maig 2015 – 4 de juny 2016
- Ellen Johnson Sirleaf (Libèria) 4 de juny 2016 – 4 de juny 2017
- Faure Gnassingbé (Togo) 4 de juny 2017 – 31 de juliol 2018
- Muhammadu Buhari (Nigèria) 31 de juliol 2018 – 29 de juny 2019
- Mahamadou Issoufou (Níger) 29 de juny 2019 – 2 de juny 2020
- Nana Akufo-Addo (Ghana) 2 de juny 2020 – 3 de juliol 2022
- Umaro Sissoco Embaló (Guinea-Bissau) 3 de juliol 2022 – 9 de juliol 2023
- Bola Tinubu (Nigèria) 9 de juliol 2023 – present